# Stade Moulay Abdellah
Stade Moulay Abdellah – wielofunkcyjny stadion położony w stolicy Maroka, Rabacie. Budowa obiektu została ukończona w 1983 roku. Stadion wyposażony jest w 8-torową bieżnię lekkoatletyczną. Trybuny mogą pomieścić 52 000 widzów. Na Stade Moulay Abdellah swoje mecze rozgrywa zespół FAR Rabat. W 1988 roku na stadionie rozegrano część spotkań 16. edycji Pucharu Narodów Afryki. W roku 2000 została przeprowadzona modernizacja stadionu. W 2010 miał się tutaj odbyć Światowy Finał Lekkoatletyczny IAAF.